# Ровередо ин Пиано
Роверѐдо ин Пиа̀но (на италиански: Roveredo in Piano; на фриулски: Lavorèit, Лаворейт) е градче и община в Северна Италия, провинция Порденоне, автономен регион Фриули-Венеция Джулия. Разположено е на 99 m надморска височина. Населението на общината е 5811 души (към 2011 г.).